# Liste der Monumentos Nacionais in Porto
Diese Liste führt alle 22 Monumentos Nacionais in der portugiesischen Stadt Porto auf.

## Liste
| Denkmal                                   | Gemeinde        | Lage | IGESPAR-Nr. | SIPA-Nr. | Datum | Bild                                      |
| ----------------------------------------- | --------------- | --- | ----------- | -------- | ----- | ----------------------------------------- |
| Bischofspalast                            | Sé              | Terreiro da Sé (Lage) | 70404       | 5452     | 1910  | Bischofspalast                            |
| Capela dos Alfaiates                      | Sé              | Largo Actor Dias (Lage) | 70200       | 5528     | 1927  | Capela dos Alfaiates                      |
| Casa do Infante                           | São Nicolau     | Rua do Infante D. Henrique (Lage) | 70201       | 5451     | 1924  | Casa do Infante                           |
| Casa de Serralves                         | Lordelo do Ouro | Avenida do Marechal Gomes da Costa (Lage) | 74212       | 6713     | 2012  | Casa de Serralves                         |
| Chafariz do Passeio Alegre                | Foz do Douro    | Jardim do Passeio Alegre (Lage) | 70686       | 494      | 1910  | Chafariz do Passeio Alegre                |
| Chafariz das Virtudes                     | Miragaia        | Calçada das Virtudes (Lage) | 70202       | 5546     | 1910  | Chafariz das Virtudes                     |
| Convento dos Grilos                       | São Nicolau     | Largo do Colégio (Lage) | 70400       | 5476     | 1982  | Convento dos Grilos                       |
| Historisches Zentrum von Porto            | Massarelos      | (Lage) | 11871408    | 6143     | 2010  | Historisches Zentrum von Porto            |
| Hospital Geral de Santo António           | Miragaia        | Rua do Prof. Vicente José de Carvalho Avenida da Restauração, Rua Dr.Tiago de Almeida (Lage)                                                                            | 70197       | 5417     | 1910  | Hospital Geral de Santo António           |
| Igreja und Torre dos Clérigos             | Vitória         | Campo dos Mártires da Pátria Rua da Assunção, Rua de São Filipe Nery, Rua dos Clérigos (Lage)                                                                           | 70401       | 5522     | 1910  | Igreja und Torre dos Clérigos             |
| Igreja dos Carmelitas und Igreja do Carmo | Vitória         | Praça de Parada Leitão (Lage) | 155835      |          | 2013  | Igreja dos Carmelitas und Igreja do Carmo |
| Igreja de Santa Clara                     | Sé              | Largo 1º de Dezembro (Lage) | 70198       | 9341     | 1910  | Igreja de Santa Clara                     |
| Igreja de São Francisco                   | São Nicolau     | Rua do Infante D. Henrique (Lage) | 70199       | 3944     | 1910  | Igreja de São Francisco                   |
| Igreja de São Martinho de Cedofeita       | Cedofeita       | Largo do Priorado (Lage) | 70398       | 5463     | 1910  | Igreja de São Martinho de Cedofeita       |
| Kathedrale von Porto                      | Sé              | Terreiro da Sé (Lage) | 70397       | 1086     | 1910  | Kathedrale von Porto                      |
| Mosteiro de São Bento da Vitória          | Vitória         | Rua das Taipas Rua de São Bento da Vitória, Travessa das Taipas, Travessa de São Bento (Lage)                                                                           | 70399       | 5556     | 1977  | Mosteiro de São Bento da Vitória          |
| Muralhas Fernandinas                      | Miragaia        | Campo dos Mártires da Pátria Rua da Madeira, Rua Francisco da Rocha Soares, Rua Arnaldo Gama, Largo do Actor Dias, Escadas do Caminho Novo, Escadas dos Guindais (Lage) | 71120       | 5561     | 1926  | Muralhas Fernandinas                      |
| Palácio da Bolsa                          | São Nicolau     | Rua da Bolsa Rua Ferreira Borges (Lage) | 70402       | 5527     | 1982  | Palácio da Bolsa                          |
| Palácio do Freixo                         | Campanhã        | E.N. 108 (Lage) | 70403       | 5458     | 1910  | Palácio do Freixo                         |
| Ponte Maria Pia                           | Bonfim          | (Lage) | 70405       | 3903     | 1982  | Ponte Maria Pia                           |
| Teatro Nacional de São João               | Sé              | Praça da Batalha (Lage) | 74813       | 5524     | 2012  | Teatro Nacional de São João               |
| Torre de Pedro-Sem                        | Massarelos      | Rua da Boa Nova (Lage) | 70203       | 5554     | 1910  | Torre de Pedro-Sem                        |